# Casali (azienda)
La Casali è stata un'azienda di costruzione, progettazione e riparazione di macchine agricole, situata in via Zonta a Suzzara, in provincia di Mantova. Dopo diverse modifiche della ragione sociale e cambiamenti della produzione, l'azienda è confluita nell'Iveco.

## Storia
Francesco Casali nel 1877 si trasferì con la sua famiglia a Suzzara, portando la sua esperienza di meccanico riparatore di macchine agricole, pratica appresa lavorando come falegname nella tenuta Begozzo del marchese Luigi Strozzi e l'entusiasmo del pioniere che riuscì poi a trasmettere ai figli. Nello stesso anno aprì un'officina in via Roma, oggi via Luppi Menotti, con lo scopo di riparare macchine agricole e fondere ghisa e derivati. 
Nel 1880 Casali partecipò a Cremona al concorso agrario regionale ottenendo una medaglia di rame. Inizialmente Casali si occupò solo di riparazione, ma dal 1885 divenne fabbricatore di macchine.
In questi anni Casali partecipò molto spesso a manifestazioni nazionali e regionali che rappresentarono l'occasione di conoscere nuovi modelli e approfondire le proprie conoscenze. Partecipò all'esposizione nazionale di Torino del 1884, che raggiunse con un biglietto del treno offerto dalla Società di mutuo soccorso degli operai di Suzzara. Assieme a Francesco Casali, anche Pilade Zucchi, futuro perito industriale di macchine agricole partecipò all'esposizione.
In questi anni nacque anche la macchina agricola che avrebbe dato la fama e il successo alla piccola impresa famigliare, ovvero una Sgranatrice-Sfogliatrice, detta "Invincibile", che nel 1889 sarà premiata con gran medaglia d'oro del R. Ministero all'esposizione di Verona e con medaglia d'argento a Mantova nel 1890.
Negli anni successivi la sede venne ampliata, dopo che Francesco Casali acquistò 56000 m² di terreno in prossimità della stazione di Suzzara per la costruzione di uno stabilimento progettato da Francesco Piazzalunga e sorto nel 1891 dopo solo sei mesi di lavoro. La struttura era costituita inizialmente da un reparto per i lavori in ferro, una fonderia, una sala di costruzioni in legno e un deposito macchine e offrì lavoro a 20 operai che ben presto raddoppiarono parallelamente alle dimensioni della fabbrica. Nel 1895 la fabbrica raggiunse gli 85 operai, anche grazie all'acume di Casali che guardò con grande attenzione i mercati più vasti e tutte le occasioni, come le esposizioni, che potevano significare clienti e commesse nuovi. Casali fu anche grande estimatore della Scuola Arti e Mestieri nella quale il nesso scuola-lavoro era un elemento imprescindibile in grado di formare professionalmente gli studenti e prepararli anche ad esercitare un ruolo politico ed economico molto importante all'interno della comunità.
Nel 1889 Francesco Casali entrò ufficialmente in politica, come candidato nella lista liberal-monarchica capeggiata dall'allora sindaco Luigi Boni, per le elezioni comunali. Casali era anche molto apprezzato dal Partito Democratico cittadino, che fece il possibile per averlo dalla sua parte, tanto da costringerlo a dichiarare pubblicamente sulla Gazzetta di Mantova quale fosse la sua scelta politica. Una volta eletto consigliere comunale, Casali verrà nominato assessore supplente. 
Il 24 aprile 1893 il Casali morì all'età di 66 anni e la ditta Casali venne presa in carico dal figlio primogenito Angelo.
Questi aveva collaborato col padre alla realizzazione dell'Invincibile e seguì le orme del padre, entrando in consiglio comunale nel 1893, durante gli anni di Boni.
Nel 1895 a Suzzara venne allestita una mostra agricola-industriale per celebrare lo sviluppo economico di Suzzara e i Casali ottennero numerosi riconoscimenti e medaglie. Nel 1899 le macchine Casali cominciarono ad essere vendute all'estero. Vennero poi progettate nuove macchine, come ad esempio la decanapulatrice.
Gli anni dal 1904 al 1913 rappresentarono anni di grandi successi per la ditta “Francesco Casali e figli”. Nel 1908 la ditta aumentò di dimensioni, raggiungendo i 30000 m². Attorno al 1909 fabbricava circa 300 macchine all'anno di cui il 60% sgranatrici e il restante 40% sfogliatrici. Parallelamente aumentavano le filiali in tutta Italia, assieme alle esportazioni in diversi paesi dell'Europa.
All'esposizione internazionale di Milano nel 1906 la Casali presentò una “Sgusciatrice a doppia lavorazione per piccoli semi” e una “Decanapulatrice per la maciullazione della canapa”, nel 1907 lanciò sul mercato un apparecchio per aratura a vapore e una “Sgusciatrice speciale per la Sulla e Lupinella”. Nel 1909 la “Sgusciatrice a doppia lavorazione per piccoli semi” venne pubblicizzata con il nome di “Vittoria”; In seguito si evolverà in trebbia-sgusciatrice col nome di “Vittoria Universale”. 
Nel 1912 iniziarono a Parma i primi studi di motocoltura, che spinsero anche la Casali a muoversi nella direzione della meccanizzazione agraria. Le potenzialità della Casali restavano alte ma la chiusura dei mercati a ridosso della prima guerra mondiale causò un forte calo delle vendite. Con l'entrata in guerra dell'Italia fu necessaria la riconversione della produzione per la realizzazione di armi, avvenimento che ebbe comunque conseguenze positive creando molti posti di lavoro, occupati in particolare dalle donne assunte in fabbrica a causa della partenza per il fronte di mariti e figli. La riconversione della produzione dopo il 1918 spinse molte aziende alla fusione con altre attività, per dar vita a imprese più solide. Una via perseguita anche dalla Casali che nel 1918 abbandonò il ramo industriale-produttivo e venne sostituita dalla Società anonima di Costruzioni Meccaniche Ing. Norsa e Viterbi denominata CIMAC (Compagnia industriale macchine agricole Casali) che contava due stabilimenti, uno a Suzzara e uno a Mantova, con sede principale in Via Fernelli. In questi anni i Casali si dedicarono maggiormente al ramo commerciale più che a quello specificatamente tecnico-industriale, tanto che nel 1919 la ditta decise di spostare i propri uffici a Bologna.Lo spostamento era dovuto anche al clima di effervescenza sindacale e ad un rapporto conflittuale con la Camera del Lavoro di Suzzara. La conseguenza di questo atto fu che negli anni venti venne meno la centralità di Suzzara come piccola capitale della macchina agricola. Centralità che ritornò poi nel 1922 con la nascita della MAIS. Proprio in quell'anno a seguito di un periodo di grandi agitazioni sociali, politiche e economiche la CIMAC entrò nella fase di liquidazione, cessando la propria attività nel giugno 1922.

### MAIS
La MAIS (Meccanica agricola industriale suzzarese) è stata un'azienda sorta nel 1919 per la produzione di macchine agricole di proprietà di Otello Montecchi, Turno Giaroli, Guglielmo Lorenzini e Giuseppe Quartaroli. 
La MAIS nacque nel 1919 in via Manzoni grazie a questi quattro ex operai della Casali, ormai passata a CIMAC e in forte crisi dopo la prima guerra mondiale. I quattro soci ottennero il loro primo riconoscimento del lavoro imprenditoriale nel 1920 all'esposizione Agricola Industriale di Rovigo, quando una sgranatrice di "brevetto MAIS" a frizione ottenne il diploma d'onore del Ministero dell'Agricoltura e una medaglia d'oro. Nell'aprile 1922 la ditta si trasferì nei locali ex Casali e CIMAC lungo il viale della stazione.
Lo slogan della MAIS era “A campi italiani macchine italiane”, molto in linea con la politica industriale italiana degli anni 20 che si stava portando verso quel protezionismo auspicato dagli ambienti industriali e sindacali. In quegli anni uscirono dalla MAIS trebbiatrici per frumento di ogni dimensione, sgusciatrici a doppia lavorazione per semi da prato e molte tipologie di sfogliatrici. La presenza della MAIS a fiere ed esposizioni era costante e permise di instaurare molti rapporti con il mercato nazionale. Nel 1924 arrivò ad avere 27 succursali e raggiunse le 44 nel 1925, con una presenza ramificata in tutta Italia (57% nel nord, 36% al centro). E anche all'estero giunsero numerose richieste, in particolare dall'America del sud, dalla Turchia, Russia, Bulgaria e Grecia.
È inoltre di quegli anni l'iniziativa di pubblicare un giornale aziendale che funzionò come mezzo di informazione tecnico-scientifica per gli agricoltori italiani, pur sempre con scopo pubblicitario.
Negli anni successivi la MAIS entrò in rapporto con l'azienda OM, Officine Meccaniche di Milano anche per l'impellente necessità di macchine dotate di maggiore potenza e per l'impossibilità di produrre in proprio locomobili. L'OM Officine Meccaniche di Milano produceva infatti motori, materiale automobilistico e ferroviario e locomotive per le ferrovie dello stato.  Durante il Fascismo da un lato la Battaglia del grano e dall'altro la Quota 90 ebbero come effetto una forte contrazione del credito e delle vendite dei macchinari, nonostante le vendite all'estero continuassero in modo positivo.
La crisi 1929 toccò anche la MAIS, che subì pesanti conseguenze con numerosi licenziamenti e la conseguente liquidazione che avvenne nel 1932, con una transizione di direzione all'OM di Brescia, che si era nel frattempo integrata con quella di Milano. Gli anni tra il 1937 e il 1939, videro una grande ripresa dell'OM che decuplicò la produzione di macchine agricole e raddoppiò la forza lavoro. Fino al 1943 la produzione di macchine agricole continuò con una media di 177 macchine all'anno. Gli anni successivi invece videro un netto calo, anche per la conversione della produzione per esigenze di guerra. L'8 settembre 1943 l'OM fu centro di resistenza. Si riuscirono a salvare dai tedeschi macchine e attrezzature agricole, grazie alla collaborazione dell'Ing Sozzani, dirigente dell'azienda in quegli anni. Il dopoguerra vide una difficile ripresa per il settore produttivo italiano in generale e anche per quello delle macchine agricole, ma l'OM mantenne un buon livello nel settore dell'irrigazione a pioggia, della produzione di mietilegatrici, carrozzerie per autobus e nuovi modelli di trebbiatrici. Un segnale di crisi invece si ebbe nel 1948 soprattutto nel settore produttivo delle pressaforaggi e delle trebbiatrici, con conseguenze anche sugli operai, che rischiarono il licenziamento e la riduzione dell'orario lavorativo. Per ovviare a questo problema si affiancò ben presto la produzione di telai e carrozzerie per autobus e autocarri. Il declino della produzione di macchine agricole si ebbe dal 1949 al 1956 a causa del fatto che il centro decisionale della politica industriale dell'azienda si spostò a Brescia e Suzzara divenne solo supporto produttivo rispetto a Milano per realizzare autocarri e autobus. Nel 1956 quindi cessava definitivamente la produzione di macchine agricole.
L'attività preminente dello stabilimento fu rivolta alla produzione di carrozzerie su autotelai tipo autobus. La produzione aumentò e si intensificò notevolmente in questi anni, tanto che nel 1965 si sentì l'esigenza di costruire un secondo capannone.
Nel 1972 la gamma OM venne unificata a quella della Fiat Veicoli Industriali. Nel 1975 invece nacque l'Iveco dalla fusione di 5 diversi marchi: Fiat Veicoli Industriali (con sede a Torino), OM (Italia), Lancia Veicoli Industriali (Italia) , Unic (Francia) e Magirus-Deutz (Germania).
Dopo la fusione, la neonata Iveco avviò un processo di razionalizzazione delle gamme di prodotto, degli stabilimenti di produzione e della rete commerciale, pur mantenendo i marchi originali. 
A partire dal 1978 iniziò la produzione di un veicolo commerciale leggero, Iveco Daily che tutt'oggi è prodotto dalla fabbrica suzzarese. L'OM di Suzzara divenne Iveco negli anni settanta ed è tuttora un'azienda molto forte nel territorio.